# Felipe Bacarreza Rodríguez
Felipe Bacarreza Rodríguez, né à Santiago du Chili le 8 juin 1948, est un évêque chilien, ordinaire de 2006 à 2024 du diocèse de Santa María de Los Ángeles. Il porte comme devise Sub Tuum præsidium.

## Biographie
Felipe Bacarreza est diplômé d'ingéniérie à l'université pontificale catholique du Chili et obtient une licence de théologie de cette même université. Il est ordonné prêtre par le cardinal Silva Henríquez le 17 avril 1977. Il poursuit ensuite ses études à Rome à l'Institut pontifical biblique où il est licencié en Écriture sainte. À son retour au Chili, il devient vicaire de la paroisse du Sacré-Cœur, puis de Notre-Dame-de-la-Paix de la zone montagneuse de Santiago du Chili. En outre, il enseigne au grand séminaire de Santiago. De 1983 à 1991, il est au service à Rome de la Congrégation pour l'éducation catholique, où il est chargé de suivre les dossiers des séminaires d'Amérique latine. Parallèlement, il est aumônier d'un hôpital romain et sert dans une paroisse.
Le 16 juillet 1991, le pape Jean-Paul II le nomme évêque auxiliaire de Concepción et évêque titulaire (in partibus) de Nepeta (de); il est consacré le 8 septembre suivant (fête de la Nativité de la Vierge) dans la cathédrale de Concepción, par Antonio Moreno Casamitjana, archevêque de Concepción. Il est nommé recteur de l'université catholique de la Conception dont il demeure à la tête jusqu'au 3 décembre 2000. Parallèlement, il s'occupe des vocations, de la diffusion de l'adoration au Saint-Sacrement, de la catéchèse des adultes et de la formation des diacres permanents. Au sein de la conférence épiscopale du Chili, il s'occupe de la pastorale des prisonniers.
Le pape Benoît XVI le nomme évêque de Los Ángeles le 7 janvier 2006; succédant à Miguel Caviedes Medina, atteint par la limite d'âge. Comme tout l'épiscopat chilien, il offre sa démission au pape François le 18 mai 2018,.
Le 23 mars 2024, le pape François accepte sa démission pour raison d'âge.